# ФК Даугава Рига (2003)
ФК „Даугава“ е латвийски професионален футболен отбор от град Рига, столицата на Латвия. Даугава е латвийското име на Западна Двина.

## История
Клубът е създаден през 2003 година под името ФК „Юрмала“ и целите, които трябвало да се изпълнят наложили построяването на собствена модерна база в Слока (преди квартал на Юрмала, а вече административна част от Рига). В първите си години клубът рязко набира популярност сред децата и спортната общественост в града.
През първия си сезон клубът играе в Първа лига (втория ешелон на латвийския клубен футбол), като успява да си спечели място във Вирслигата. През първия сезон ФК „Даугава“ завършва на 5-о място. Ръководството афишира големи амбиции и привлича няколко бивши национали на Латвия. Все пак това не помога.

## Български футболисти
- Станимир Вълков: 2007 - (13 мача - 0 гола)
- Иван Тодоров: 2007 - (13 мача - 0 гола)